# Snestrup
Snestrup er en bydel i Odense, beliggende 5 kilometer nordvest for centrum. Snestrup hører til Paarup Sogn. Paarup Kirke ligger i Paarup sydvest for Snestrup.
Snestrup er afgrænset mod Villestofte i nordvest af Rydså, Rugårdsvej mod Paarup, Næsby i nordøst af Stavids Å, Tarup i øst af Rismarksvej og i syd ved Tarupvej og sydøst Rugårdsvej. Området består næsten udelukkende af boliger, hvoraf mange er rækkehuse fra 1960'erne. De fleste veje er opkaldt efter fugle og derfor kaldes området ofte Pipkvarteret.

## Historie

### Landsbyen
Snestrup nævnes første gang i 1394 som Snestorp. Efterleddet viser, at der er tale om en torp.
I 1682 bestod landsbyen af 7 gårde og 1 hus med jord. Det samlede dyrkede areal udgjorde 203,0 tønder land og var skyldsat til 48,38 tdr. hartkorn. Dyrkningsformen var femvangsbrug. Landsbyens drift var integreret med Tarup og Paarup. Der var tre vange med rotationen 2/1, mens en 4. vang blev dyrket årligt og en 5. vang (Waadsmarken) blev anvendt med rotationen 2/3.
Snestrup blev udskiftet i 1783.
Snestrup landsby lå ved gadekæret langs den gade, der nu hedder Ved Kæret. Landsbyen fik omkring 1723 en af Frederik IV's rytterskoler. Den fungerede som skole indtil 1869 og blev revet ned i 1964. Den lå hvor Solgårdsvej munder ud i Tarupvej.

### Carolinekilden
Oven for Stavids Ådal findes Carolinekilden, som var en helligkilde, der kan spores tilbage til 1664. Den vandrige kilde og den lille skov omkring den var i 1800-tallet et populært udflugtsmål for odenseanerne. Kilden blev sammen med den nærliggende Carolinekildegård opkaldt efter kronprinsesse Caroline Amalie på hendes fødselsdag i 1831.

### Husmandsskolen
De fynske Husmandsforeninger vedtog i 1907 at oprette Fyns Stifts Husmandsskole i Tarup. Skolen blev i 1943 beslaglagt af den tyske værnemagt og taget i brug af Gestapo. Efter ønske fra den danske modstandsbevægelse blev skolen 17. april 1945 bombet af Royal Air Force, hvorved bygningerne blev totalskadet. Gården Vrangsbæk i Snestrup blev købt til opførelse af en ny skole, der stod færdig i 1948. Skolen skiftede i 1963 navn til Nordisk Landboskole, og i 1999 fusionerede den med TietgenSkolen og kom til at hedde Nordisk Landbrugsakademi, TietgenSkolen og senere Tietgen KompetenceCenter, TietgenSkolen.
Snestrup Have blev i 2022 opført som et senior bofællessskab på den vestlige del af Tietgenskolens grund, hvor gården Vrangsbæk tidligere lå. Snestrup Have består af 150 lejligheder og et cafehus med aktiviteter og fællesspisning.

### Jernbanen
Snestrup havde trinbræt på Nordvestfyenske Jernbane (1911-66). Det lå ved Paarup Kirke, men navnet Pårup var optaget af et trinbræt på Gribskovbanen. I 1919 fik Snestrup trinbræt et 44 m langt sidespor, der mest blev brugt til vognladninger af roer og roeaffald. I 1922 blev der bygget et lille venteskur af træ.
Banens tracé er bevaret som Langesøstien, der er en asfalteret cykel- og gangsti mellem Odense og Villestofte – og videre til Korup og Langesø, men ikke på banetracéet hele vejen.